# Несиметрия на ток и напрежение
Несиметрия на ток и напрежение е явление в многофазна електрическа мрежа (например трифазна променлива мрежа), в която амплитудите на фазовите напрежения (токове) и/или ъгли между тях не са равни една на друга.
Несиметричните (или наричани още асиметрични режими) режими при пренасянето на електроенергия възникват поради следните причини: неравномерни натоварвания в различни фази, извънфазова работа на линии или други елементи в мрежата, различни параметри на линиите в различни фази. Най-често асиметрията на напрежението възниква поради неравенство на фазовото натоварване. Това се случва и при електропроводни линии с напрежение от 0,4kV. В мрежите за високо напрежение асиметрията се причинява по правило от наличието на мощни еднофазни консуматори на енергия, а в някои случаи и трифазни консуматори на енергия с неравномерно потребление на фазите.
Несиметрията се характеризира със следните показатели:коефициент на асиметрия на напрежението в обратната последователност, коефициент на асиметрия на напреженията в нулева последователност. Нормалните и максимално допустимите стойности на коефициента на асиметрия на напрежението в обратна последователност Ki са съответно ± 2 и ± 4%(БДС EN 5060/1999,ГОСТ 13109 – 97).